# Malle (Belgia)
Malle (do 1979 Westmalle) – miejscowość i gmina (gemeente) w Belgii, w Regionie Flamandzkim, w prowincji Antwerpia, w okręgu Antwerpia. 1 stycznia 2024 roku zamieszkana przez 16 194 osoby.

## Demografia
Liczba mieszkańców, stan na 1 stycznia:
| Rok                | 1900  | 1930  | 1970  | 1990   | 2020   | 2024   |
| ------------------ | ----- | ----- | ----- | ------ | ------ | ------ |
| Liczba mieszkańców | 2.768 | 4.636 | 8.810 | 12.096 | 15.602 | 16.194 |

## Podział administracyjny
W skład gminy wchodzą dwie dzielnice (deelgemeente):
- Oostmalle
- Westmalle

## Współpraca
Miejscowość partnerska:
- Heusenstamm, Niemcy